# (269300) Diego
(269300) Diego (2008 SB82) – planetoida z pasa głównego planetoid okrążająca Słońce w ciągu 5,76 lat w średniej odległości 2,99 j.a. Odkryta 26 września 2008 roku.
Jej nazwa pochodzi od imienia hiszpańskiego astronoma i astrofotografa, Diego Rodrigueza, zajmującego się obserwacją gwiazd zmiennych.